# Fragments of a Withered Dream
Fragments of a Withered Dream er titlen på bandet Compos Mentis' første fuldlængdeudspil og dermed også deres debut. Pladen blev indspillet i perioden d. 4.-10. september 2001 i Aabenraa-studiet hos Jacob Hansen, og d. 3/1-01 kan den udgives af selskabet Lost Disciple Records. Efter at pladen udkom, opnåede den bl.a. andenpladsen i kategorien "Bedste danske metal udgivelse" ved årets Danish Metal Awards (DMeA).[kilde mangler]

## Spor
1. "Drained"
2. "Temptation"
3. "My Inner Beast"
4. "Within Me"
5. "Dead Among the Dead"
6. "The Prophecy"
7. "Black Clouds Gather"
8. "The Innate God"